# Diecéze larochellská
Diecéze larochellská (-sainteské) (lat. Dioecesis Rupellensis (-Santonensis), franc. Diocèse de La Rochelle et Saintes) je francouzská římskokatolická diecéze. Leží na území departementu Charente-Maritime, jehož hranice přesně kopíruje. Sídlo biskupství i katedrála Saint-Louis de la Rochelle se nachází v La Rochelle, konkatedrála Saint-Pierre de Saintes se nachází v Saintes. Diecéze La Rochelle je součástí poitierské církevní provincie.
Od 28. listopadu 2006 je diecézním biskupem Mons. Bernard Housset.

## Historie
Biskupství bylo v La Rochelle založeno 4. května 1648. V důsledku konkordátu z roku 1801 byly zrušeny diecéze luçonská a sainteská, jejichž území bylo včleněno do diecéze La Rochelle (části území diecéze sainteské byly včleněny i do diecézí angoulêmské a poitierské). Dne 6. října 1822 byla diecéze luçonská obnovena. Protože diecéze sainteská se obnovení nedočkala, bylo 22. ledna 1852 rozhodnuto o změně názvu diecéze na La Rochelle-Saintes.
Diecéze sainteská byla založena v průběhu 3. století a fungovala nepřetržitě až do 29. listopadu 1801, kdy byla zrušena.
Od svého založení (i během střídání politických režimů ve Francii) byla diecéze larochellská (i diecéze sainteská do svého zrušení) sufragánní diecézí arcidiecéze bordeauxské. Dne 8. prosince 2002 však byla přeřazena do poitierské církevní provincie, jako sufragán arcidiecéze poitierské.